# 首長国
首長国（しゅちょうこく）は、イスラム世界の君主の称号の一つである「首長（アミール、amīr）」が君臨する国家のことを指し、君主制の一形態である。英語ではアミールの英語表記"Emir"から「Emirate」（エミレート）と表記される。首長が絶対的な権力を持つ絶対君主制を基本としているが、湾岸戦争後、立憲君主制を採用する国も現れ始めた。
バーレーンは2002年に君主の称号を「アミール」から「マリク」に変更し、国号も「バーレーン王国」として自ら立憲君主制へ移行した。

## 現在の首長国の一覧
- アフガニスタン・イスラム首長国（ターリバーン政権） - ただし2024年現在、国際的な承認は得られていない。
- アラブ首長国連邦（UAE、アブダビ、ドバイ、シャールジャ、アジュマーン、ウンム・アル=カイワイン、フジャイラ、ラアス・アル=ハイマで構成）
- クウェート国（ただし、英語表記はEmirateではなくState、アラビア語ではدولةダウラ）
- カタール国（ただし、英語表記はEmirateではなくState、アラビア語ではدولةダウラ）

## かつての主な首長国
- 休戦オマーン（トルシャル・オマーン） - アラブ首長国連邦の前身。
- バーレーン国 - バーレーンの2002年までの正式な国号。英語表記は Emirate ではなく State 、アラビア語ではダウラ（دولة）。
- 南アラビア連邦構成首長国 - のち旧南イエメン、現イエメン南部。構成国には君主がスルターンやシャイフであるものも含んでいた。